# 덴리교

덴리교의 문장

덴리교(일본어: 天理教 텐리쿄[*]) 또는 천리교는 일본 나라현 덴리시에 본거지를 둔 신흥종교이다. 에도 시대인 1838년 나라 현의 농민 여성인 나카야마 미키에게 천리왕명(天理王命) 이 내려 츠키히노야시로로 화하여 이후 포교에 힘쓰게 되었다고 한다. 신토의 일종으로 자리매김하는 의견도 있으나, 교리나 신앙생활에 있어 차이가 크다. (사실상 불교에 가깝다고 보는 입장이 많다.) 전 세계에 약 200만 명 가량의 신자가 있는 것으로 추산되며, 그중 일본 내에 150만 명이 있다. 대한민국에서도 1893년 이래로 포교활동이 이루어지고 있으며, 27만여 명의 신자가 있다. 또한 덴리교의 특징은 1838년을 원년으로 삼는, 릿쿄(입교, 立敎)라는 연호를 사용한다고 한다.

## 같이 보기
- 일본의 종교
- 덴리 대학